# Bois-Grenier

Bois-Grenier este o comună în departamentul Nord, Franța. În 1 ianuarie 2022 avea o populație de 1.784 de locuitori.